# TEAN International 2012
Il TEAN International 2012 è stato un torneo professionistico di tennis giocato sulla terra rossa. È stata la 17ª edizione del torneo maschile, la 12ª di quello femminile, che fa parte dell'ATP Challenger Tour nell'ambito dell'ATP Challenger Tour 2012 e dell'ITF Women's Circuit nell'ambito dell'ITF Women's Circuit 2012. Il torneo maschile e quello femminile si sono giocati ad Alphen aan den Rijn nei Paesi Bassi dal 3 al 9 settembre 2012.

## Partecipanti ATP

### Teste di serie
| Nazionalità | Giocatore                   | Ranking* | Testa di serie |
| ----------- | --------------------------- | -------- | -------------- |
| Paesi Bassi | Igor Sijsling               | 78       | 1              |
| Spagna      | Daniel Gimeno Traver        | 96       | 2              |
| Belgio      | Ruben Bemelmans             | 121      | 3              |
| Portogallo  | João Sousa                  | 122      | 4              |
| Spagna      | Íñigo Cervantes             | 146      | 5              |
| Francia     | Jonathan Dasnières de Veigy | 153      | 6              |
| Rep. Ceca   | Jan Mertl                   | 186      | 7              |
| Paesi Bassi | Thiemo de Bakker            | 187      | 8              |

- Ranking al 27 agosto 2012.

### Altri partecipanti
Giocatori che hanno ricevuto una wild card:
- Jeroen Benard
- Stephan Fransen
- Antal van der Duim
- Nick van der Meer

Giocatori passati dalle qualificazioni:
- Philip Davydenko
- Bastian Knittel
- James McGee
- Gerald Melzer

## Partecipanti WTA

### Teste di serie
| Nazionalità | Giocatrice          | Ranking* | Testa di serie |
| ----------- | ------------------- | -------- | -------------- |
| Bielorussia | Nastas'sja Jakimava | 147      | 1              |
| Romania     | Mihaela Buzărnescu  | 165      | 2              |
| Canada      | Sharon Fichman      | 213      | 3              |
| Brasile     | Teliana Pereira     | 214      | 4              |
| Germania    | Kathrin Wörle       | 217      | 5              |
| Perù        | Bianca Botto        | 218      | 6              |
| Francia     | Iryna Brémond       | 220      | 7              |
| Regno Unito | Naomi Broady        | 224      | 8              |

- Rankings al 27 agosto 2012.

### Altre partecipanti
Giocatrici che hanno ricevuto una wild card:
- Chayenne Ewijk
- Lesley Kerkhove
- Quirine Lemoine
- Angelique van der Meet

Giocatrici passate dalle qualificazioni:
- Eva Fernández-Brugués
- Andrea Gámiz
- Sofia Kvatsabaia
- Justine Ozga
- Katarzyna Piter
- Arina Rodionova
- Janina Toljan
- Anna Zaja

## Campioni

### Singolare maschile
- Thiemo de Bakker ha battuto in finale  Simon Greul con il punteggio di 6–4, 6–2

### Singolare femminile
- Sandra Záhlavová ha battuto in finale  Lesley Kerkhove con il punteggio di 7–5, 7–6(5)

### Doppio maschile
- Rameez Junaid /  Simon Stadler hanno battuto in finale  Simon Greul /  Bastian Knittel con il punteggio di 4–6, 6–1, [10-5]

### Doppio femminile
- Diana Buzean /  Daniëlle Harmsen hanno battuto in finale  Corinna Dentoni /  Justine Ozga con il punteggio di 6–2, 6–0